# Говард, Теофилиус, 2-й граф Саффолк
Теофилус Говард (англ. Theophilus Howard; 13 августа 1584 — 3 июня 1640) — английский аристократ и политик, 2-й барон Говард де Уолден с 1610 года, 2-й граф Саффолк с 1626 года, член парламента от Малдона в 1605—1610 годах.

## Происхождение
Родился 13 августа 1584 года в родовом поместье Сафрон-Уолден. Старший сын Томаса Говарда, 1-го графа Саффолка (1561—1626), и его второй жены, Кэтрин Найветт (1564—1638), дочери сэра Генри Найветта и его жены Элизабет Стэмп. Он получил образование в колледже Магдалины Кембриджского университета.

## Карьера
Теофилиус занимал должности вице-адмирала Дорсета (1603—1611), лорда-лейтенанта Камберленда (1607—1639), лорда-лейтенанта Уэстморленда (1607—1639), лорда-лейтенанта Нортумберленда (1607—1639) и капитана Корпуса офицеров почётного эскорта (1616—1635).
Он был избран членом Палаты общин Англии от Малдона (графство Эссекс) на дополнительных выборах в 1604 году, вызванных смертью сэра Эдварда Льюкнора. В 1610 году он был вызван по предписанию об ускорении в палату лордов как барон Говард де Уолден.
28 мая 1626 года после смерти своего отца Теофилиус Говард унаследовал титул графа Саффолка, а также ряд должностей своего отца, включая должности лорда-лейтенанта Саффолка, Кембриджшира и Дорсета.
С 1628 по 1640 год — лорд-хранитель Пяти портов и констебль Дуврского замка.
Говард танцевал в маске лорда Хэя в честь свадьбы Джеймса Хэя и Оноры Денни 6 января 1607 года. 9 февраля 1608 года он выступал в маске «The Hue and Cry After Cupid» во дворце Уайтхолл в знак зодиака в честь свадьбы Джона Рэмси, виконта Хаддингтона, и Элизабет Рэдклифф . Во время шествия Анны Датской в апреле 1613 года он танцевал в маске в парке Кавершем.
Ему был посвящен перевод Томаса Шелтона «Дон Кихота». Перевод первой части «Дон Кихота» был опубликован в Лондоне в 1612 году, когда Сервантес был еще жив. Неизвестно, почему Шелтон выбрал Говарда в качестве получателя, хотя, возможно, он был дальним родственником. Ему также была посвящена последняя книга песен Джона Доуленда «Утешение пилигримов», также опубликованная в 1612 году.
Теофилиус Говард посетил Шотландию в 1613 году. Он обедал со своим шурином Джеймсом Хоумом из Кауденноуза в Broxmouth House, а затем остановился в доме Джона Киллоха в Эдинбургском Канонгейте, где в 1608 году останавливался герцог Леннокс. Он посетил Данфермлинский дворец и увидел угольные работы Джорджа Брюса в Калроссе. Он отправился во дворец Сетон, чтобы увидеть Анну Хей, графиню Уинтон, а затем вернулся в Англию.
Родители Говарда получали пенсию от испанских дипломатов. В 1617 году им предложили голландскую пенсию. Теофил Говард обсудил сделку с испанским послом Диего Сармьенто де Акунья, графом Гондомара. Он убедил своих родителей не принимать голландское предложение, и Гондомар подарил ему ценный бриллиантовый драгоценный камень.
Лорд Саффолк скончался в 1640 году в Саффолк-хаусе, Чаринг-Кросс, Лондон, и был похоронен 10 июня того же года в Сафрон-Уолдене.

## Брак и дети
Жена: с марта 1612 года Элизабет Хоум (? — 19 августа 1633), дочь Джорджа Хоума, 1-го графа Данбара, и Элизабет Гордон. У супругов было девять детей:
- Джеймс Говард (10 февраля 1620 — декабрь 1688), 3-й граф Саффолк с 1640 года.
- Томас Говард (1621—1681), женат на Вальбурге или Вербурге ван дер Керхове.
- Леди Кэтрин Говард (? — 1650), вышла замуж в первый раз за Джорджа Стюарта, 9-го сеньора д’Обиньи[англ.] (1618—1642), во второй раз за Джеймса Ливингстона, 1-го графа Ньюбурга (1622—1670)[12].
- Леди Элизабет Говард (? — 11 марта 1705), в 1642 году она вышла замуж за Элджернона Перси, 10-го графа Нортумберленда.
- Леди Маргарет Говард (11 февраля 1622/1623 — август 1689), в 1640/1641 году она вышла замуж за Роджера Бойла, 1-го графа Оррери.
- Джордж Говард (17 июля 1625 — 21 апреля 1691), 4-й граф Саффолк с 1688 года.
- Генри Говард (18 июля 1627 — 10 декабря 1709), 5-й граф Саффолк с 1691 года.
- Леди Энн Говард, она вышла замуж за Томаса Уолсингемаю
- Леди Фрэнсис Говард[англ.] (ок. 1633 — 30 ноября 1677), в 1646 году вышедшая замуж за сэра Эдварда Вильерса (1620—1689).